# Federación de Estudiantes de Guadalajara
Die Federación de Estudiantes de Guadalajara (dt. Studentenbund von Guadalajara), kurz F.E.G., war ein Zusammenschluss von Studenten der Universidad de Guadalajara in Guadalajara, Jalisco, der dem Partido Revolucionario Institucional (P.R.I.) nahestand.

## Geschichte
Die F.E.G. wurde 1948 ins Leben gerufen und hatte ihre Blütezeit in den 1960er und 1970er Jahren.
In den 1960er Jahren waren die Mitglieder der F.E.G. eng mit dem P.R.I. in Jalisco verflochten und hatten maßgeblichen Anteil an der politischen Ausrichtung der Partei. Ihre Gegner warfen der F.E.G. bisweilen illegale und kriminelle Machenschaften vor, was dazu beitrug, dass sie entsprechend gefürchtet war. Eine Bestätigung für die vermeintlich von der F.E.G. ausgehende Gefahr findet sich in den gewalttätigen Auseinandersetzungen vom September 1970 mit der Frente Estudiantil Revolucionario (F.E.R.), der Revolutionären Studentenfront, bei denen zwei der Führungspersönlichkeiten der F.E.R. ums Leben kamen. Presseberichten zufolge sollen vor allem in den späten 1970er Jahren einige politische Gegner der P.R.I. und der F.E.G. verschwunden sein.
Zu jener Zeit war Raúl Padilla Präsident der Organisation. Nachdem er sich Ende der 1980er Jahre von der F.E.G. distanziert und mit der Federación de Estudiantes Universitarios (F.E.U.) eine neue Studentenorganisation ins Leben gerufen hatte, schwand der Einfluss der F.E.G., die bei den Wahlen von 1991 gegen die F.E.U. unterlag und seither keine nennenswerte Rolle mehr spielt.

## Fußballmannschaft
In den späten 1980er Jahren unterhielt die F.E.G. eine Profifußballmannschaft in der zweiten mexikanischen Liga. In diese stieg sie 1987 durch den Erwerb der Zweitligalizenz des CD Progreso de Cocula ein. Nach zwei mäßigen Jahren stieg die F.E.G. am Ende der Saison 1988/89 in die drittklassige Segunda División 'B' ab, aus der sie weitere zwei Jahre später abermals abstieg.